# Penaeus latisulcatus
Penaeus latisulcatus is een tienpotigensoort uit de familie van de Penaeidae. De wetenschappelijke naam van de soort is voor het eerst geldig gepubliceerd in 1896 door Kishinouye. 
De soort komt voor in de Indische Oceaan.

## Visserij
De soort is interessant voor de visserij en wordt ook aangevoerd in Nederland en België.